# 神戸の花街
神戸の花街（こうべのかがい／はなまち）では、現在の神戸市に存在した花街、また遊廓について述べる。

## 江戸時代以前

### 佐比江（さびえ）
神戸市の旧市街地である兵庫は瀬戸内海の港町として栄え、遊所も誕生した。日本髪の一種である「兵庫髷」の発祥の地である。

### 柳原
江戸時代天明年間に形成された花街。芸妓、娼妓の混在であったが、明治15年（1882年）に「二枚鑑札」（芸妓、娼妓を兼ねて営業すること）が禁止され、娼妓は新設された新川遊廓に移動し芸妓のみの花街となる。

### 敏馬（みぬめ／みるめ）
神戸市灘区岩屋中町に位置する敏馬（みぬめ）神社の付近に花街が存在した。現在は海岸が埋め立てられ、高速道路（阪神高速道路）が建つ工業地であるが、明治大正期は市の中心部から近い風光明媚な観光地として、料理屋、茶屋、芝居小屋、西洋人のボートハウスなどが立ち並び栄えていた。昭和20年3月の空襲によって焼失した福原・新川の両遊廓の移転指定地とされたが、同年5月の空襲によって焼失した。なお、「みぬめ」は地元では「みるめ」と発音されることがあった。

### 有馬
日本最古の温泉の一つである有馬温泉には、湯女を源流とする独自の芸妓文化がある。神戸市内において最古かつ唯一の現役花街である。

## 明治時代

### 福原遊廓
明治元年（1868年）、現在の神戸駅付近に設置。福原京にちなんで福原遊郭と命名される。明治5年（1872年）、鉄道敷設により旧湊川左岸（東岸）の現在地に移転。最盛期には貸座敷（妓楼）106件、娼妓903人、芸妓の検番（芸妓、料理屋を統括する場所）として大規模を誇った「共立検」には200人以上の芸妓がいた。しかし、神戸大空襲で焼失、戦後は赤線に移行。昭和33年（1958年）の売春防止法施行後はソープランド等の性風俗店がひしめく歓楽街となった。

### 新川遊廓
明治13年、芸娼混合の花街であった柳原から娼妓のみを分離し、新川運河沿いの兵庫区今出在家町に設置された。昭和20年（1945年）3月16日の空襲により焼失。遊廓のあった区画の大部分は昭和27年（1952年）の兵庫運河拡張整備の際に掘削され船溜まりや水路の一部となったため、痕跡はもとより跡地もほとんど現存していない。

### 元町
旧西国街道（山陽道）の集落であった元町は明治6年（1873年）の時の県令、神田孝平による「散娼令」によって貸座敷が街道内で設置されたが、明治11年（1878年）の朝令暮改により娼妓は福原に移転を強いられ、芸妓置屋と検番が残った。その後元町の商店街化に伴い徐々に花隈へ移動し自然消滅する。

### 花隈
幕末から明治の初頭は、裕福な華僑の別邸地として開けた屋敷町であった。兵庫県の散娼から集娼への方針転換により元町にあった料理屋、芸妓置屋が現在の花隈町を中心とする地域に移転。神戸随一の花街として隆盛を極めたが、時代の流れに伴い徐々に寂れ、バブル景気の崩壊と阪神・淡路大震災による壊滅的な打撃によってその役割を終えた。

## 大正時代

### 須磨寺
神戸市須磨区の須磨寺付近に花街が存在した。大正期、桜の名所で知られる周辺に形成されたという。大正10年（1921年）、置屋9軒、芸妓110名であった。

### 二葉新地（西新開地）
大正11年（1922年）3月、現在の長田区二葉町5丁目および久保町5丁目が芸妓置屋として認可。1945年3月および5月の空襲により福原等の遊廓が廃燼と化したため、1945年5月頃から福原、新川、敏馬などの業者50余軒が貸座敷を移転した。当時の繁華街大正筋・六間道に近いこともあり、戦後も一時は300名を超える従業婦を抱える赤線として繁栄したが、売春防止法が施行された1957年4月には業者40軒程度に減少し、罰則規定の適用される直前の1958年3月中旬に解散した。

## 昭和時代

### 春日野新地
葺合区筒井町3丁目に昭和10年（1935年）、雇仲居と料理屋の二業地として発足。戦災によって一時消滅したが、歓楽街復興の気運が高まり昭和27年（1952年）に青線地区として復活、売春防止法により廃業する1958年3月まで9軒の業者が営業した。